# Provincia di Rovigo (Lombardo-Veneto)
La provincia di Rovigo, detta anche provincia del Polesine, era una provincia del Regno Lombardo-Veneto, esistita dal 1816 al 1866.
Capoluogo era la città di Rovigo.

## Storia

Evoluzione della provincia di Rovigo dal 1484 ad oggi; in giallo le terre che nel 1484 passarono alla Serenissima dopo la pace di Bagnolo e formarono il territorio del Polesine nei Domini di Terraferma; in rosso le terre che nel 1815 passarono dallo Stato Pontificio al Regno Lombardo-Veneto e furono aggregate al Polesine per formare la Provincia di Rovigo; in verdastro le terre che sempre nel 1815 passarono dallo Stato Pontificio al Regno Lombardo-Veneto, ma furono inizialmente aggregate alla provincia di Venezia; in verde e verdastro le terre che nel 1851 passarono dalla provincia di Venezia a quella di Rovigo. Le zone più chiare sono di recente formazione, grossomodo a partire dal 1604; per maggiori dettagli si veda Delta del Po e taglio di Porto Viro.

La provincia fu creata nel 1816 all'atto della costituzione del Regno Lombardo-Veneto, smembrando il dipartimento del Basso Po di epoca napoleonica.
Nel 1851 fu aggregato alla provincia di Rovigo il Delta del Po (formato dai Distretti di Loreo ed Ariano), in precedenza assegnato alla provincia di Venezia.

### Passaggio al Regno d'Italia (1866)
Nel 1866, in seguito alla terza guerra d'indipendenza, il Veneto fu annesso al Regno d'Italia, lasciando invariata la perimetrazione delle province, ordinate secondo le disposizioni del Decreto Rattazzi emanato nel 1859 dal governo sabaudo.